# Black Wolf, Wisconsin
Black Wolf là một thị trấn thuộc quận Winnebago, tiểu bang Wisconsin, Hoa Kỳ. Năm 2010, dân số của thị trấn này là 2.346 người.